# Physical Review Letters
Physical Review Letters (PRL), thành lập năm 1958, là tạp chí khoa học chuyên ngành được bình duyệt, phát hành 52 số trong một năm bởi Hội Vật lý Mỹ. Tạp chí được đánh giá xếp hạng bởi nhiều tiêu chuẩn khác nhau, bao gồm đánh giá chỉ số ảnh hưởng (impact factor) của Journal Citation Reports và chỉ số h (h-index) đề xuất bởi Google Scholar, nhiều nhà vật lý và các nhà khoa học coi Physical Review Letters là một trong những tạp chí chuyên ngành nổi tiếng và quan trọng của lĩnh vực vật lý học.:680
PRL xuất bản dưới dạng tạp chí in giấy, và dưới dạng điện tử, file trực tuyến và ghi trên đĩa CD-ROM. Trọng tâm của tạp chí đó là những kết quả nghiên cứu cơ bản quan trọng ở mọi chủ đề liên quan đến mọi ngành của vật lý học. Mục tiêu này được thể hiện trong những báo cáo ngắn, gọi là "Lá thư" "Letters". Các bài báo được công bố dưới dạng bản in và bản điện tử một lần duy nhất. Khi đã được chấp thuận và công bố, bài báo có thể sẽ được trích dẫn bởi các tác giả khác. Tổng biên tập của tạp chí là Hugues Chaté. Quản lý biên tập là Reinhardt B. Schuhmann.